# Pernette Chaponnière
Pernette Chaponnière (Genève, 3 mei 1915 - 24 juni 2008) was een Zwitserse bibliothecaresse, journaliste en schrijfster.

## Biografie
Pernette Chaponnière was bibliothecaresse en journaliste bij het Journal de Genève. Daarnaast schreef ze ook romans, theaterstukken en kinderboeken. In 1955 won ze de Prix Charles-Veillon voor haar boek Toi que nous aimions. Verschillende teksten van haar hand werden als hoorspelen uitgezonden op de radio.

## Onderscheidingen
- Prix Charles-Veillon (1955).